# تیم ملی بسکتبال ژاپن
تیم ملی بسکتبال ژاپن نماینده ژاپن در مسابقات بین‌المللی بسکتبال است. و توسط فدراسیون بسکتبال ژاپن (جبا) اداره می شود. ژاپن دومین کشور پیشرو در میزبانی مسابقات قهرمانی بسکتبال است. این تیم در رنکینگ جهانی رتبه ۳۴ را دارا می‌باشد.